# Jandamarra
Jandamarra (* 1873; † 1. April 1897 im Tunnel-Creek-Nationalpark, Western Australia), auch Pigeon (deutsch: Taube) genannt, war ein Aborigine des Stammes der Bunuba, der gewaltsam Widerstand gegen die europäische Besiedlung Australiens leistete. Das Land der Bunuba befindet sich im Süden der Kimberley in Western Australia. Es erstreckt sich von Fitzroy Crossing bis zu den King Leopold Ranges, in diesem Gebiet befinden sich die Napier Range und die Oscar Range.

## Leben
Als die europäischen Siedler in den 1880er Jahren in die Kimberley eindrangen, verdingte sich der jugendliche Jandamarra bei ihnen als Viehtreiber und Schafscherer und hielt jedoch weiterhin Kontakt zu seinem Stamm. Der Bunuba-Jäger Ellemara wurde sein Vorbild; er freundete sich aber auch mit dem weißen Viehtreiber Bill Richardson an. Als dieser zur Polizei wechselte, ging er als Fährtenleser mit. In einer polizeilichen Aktion nahmen sie eine Gruppe der aufständischen Bunuba und auch Ellemara fest. Sie setzten die Aborigines in der Lillimooloora Station fest, etwa 3 Kilometer südlich von Windjana Gorge. Seine Stammesmitglieder setzten ihn unter Druck und er ließ am 31. Oktober 1894 die Aborigines frei, vorher erschoss er Richardson und erbeutete Handfeuerwaffen.
Am 10. November 1894 griffen die Entflohenen fünf weiße Viehtreiber an und erschossen zwei. Das war das erste Mal, dass Aborigines mit Schusswaffen Angriffe gegen die weißen Siedler durchführten und dies war der Beginn des so genannten Bunuba War. Am 16. November 1894 griffen 30 bewaffnete Polizisten und Siedler Jandamarra und seine Krieger in ihrem Versteck an der Windjana Gorge an, wobei Jandamarra schwer verwundet wurde, aber in den Tunnel Creek fliehen und in dem unterirdischen Flusslauf entkommen konnte. Daraufhin hielten ihn die Aborigines für unsterblich. In dem Tunnel gab es jedoch einen Felssturz, der die Flucht ins Freie nach oben ermöglichte. Sein Ruf war legendär und man glaubte, dass ihn lediglich ein anderer mythischer Aborigines-Krieger besiegen könnte.
Die bewaffneten Siedler griffen in der Folgezeit Lager der Bunaba um Fitzroy Crossing an und zahlreiche Aborigines wurden ermordet. Drei Jahre lang führte Jandamarra einen bewaffneten Widerstand gegen die Polizei und gegen die europäischen Siedler.  Ein anderer Bunaba namens Mingo Mick verfolgte ihn und erschoss ihn im Tunnel Creek am 1. April 1897. Sein Kopf wurde abgetrennt und als Trophäe nach England gesendet und sein Körper wurde rituell in einem Affenbrotbaum, einem Adansonia gregorii,  beigesetzt. Ein steinernes Denkmal für ihn befindet sich etwa 100 Meter westlich vom Ausgang des Tunnel Creek im Napier Range entfernt.

## Kultur
Das Leben von Jandamarra fand Eingang in die Literatur: Jandamarra and the Bunuba Resistance und es wurde von der Black Swan Theatre Company als ein Theaterstück Jandamarra aufgeführt und im Fernsehen gezeigt. Dort wurde er als schwarzer Ned Kelly der Kimberley bezeichnet.